# Gmina Mollas
Gmina Mollas (alb. Komuna Mollas) – gmina  położona w środkowej części Albanii. Administracyjnie należy do okręgu Elbasan w obwodzie Elbasan. W 2011 roku populacja gminy wynosiła 5530 w tym 2694 kobiet oraz 2836 mężczyzn, z czego Albańczycy stanowili 86,37% mieszkańców.
W skład gminy wchodzi siedem miejscowości: Mollas, Selitë, Kamunah, Dragot, Topojan, Linas.